# Skoblock

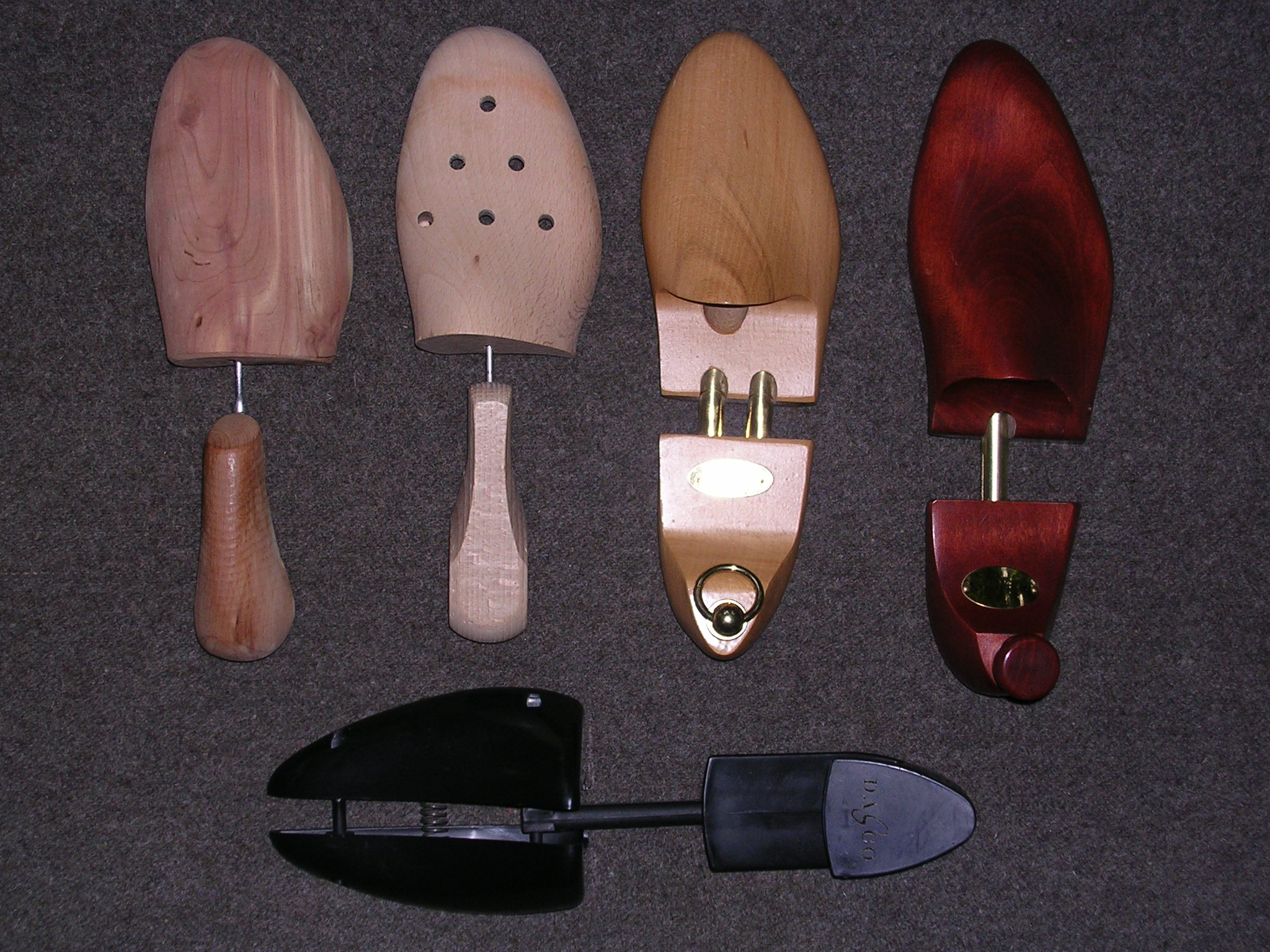
Skoblock.

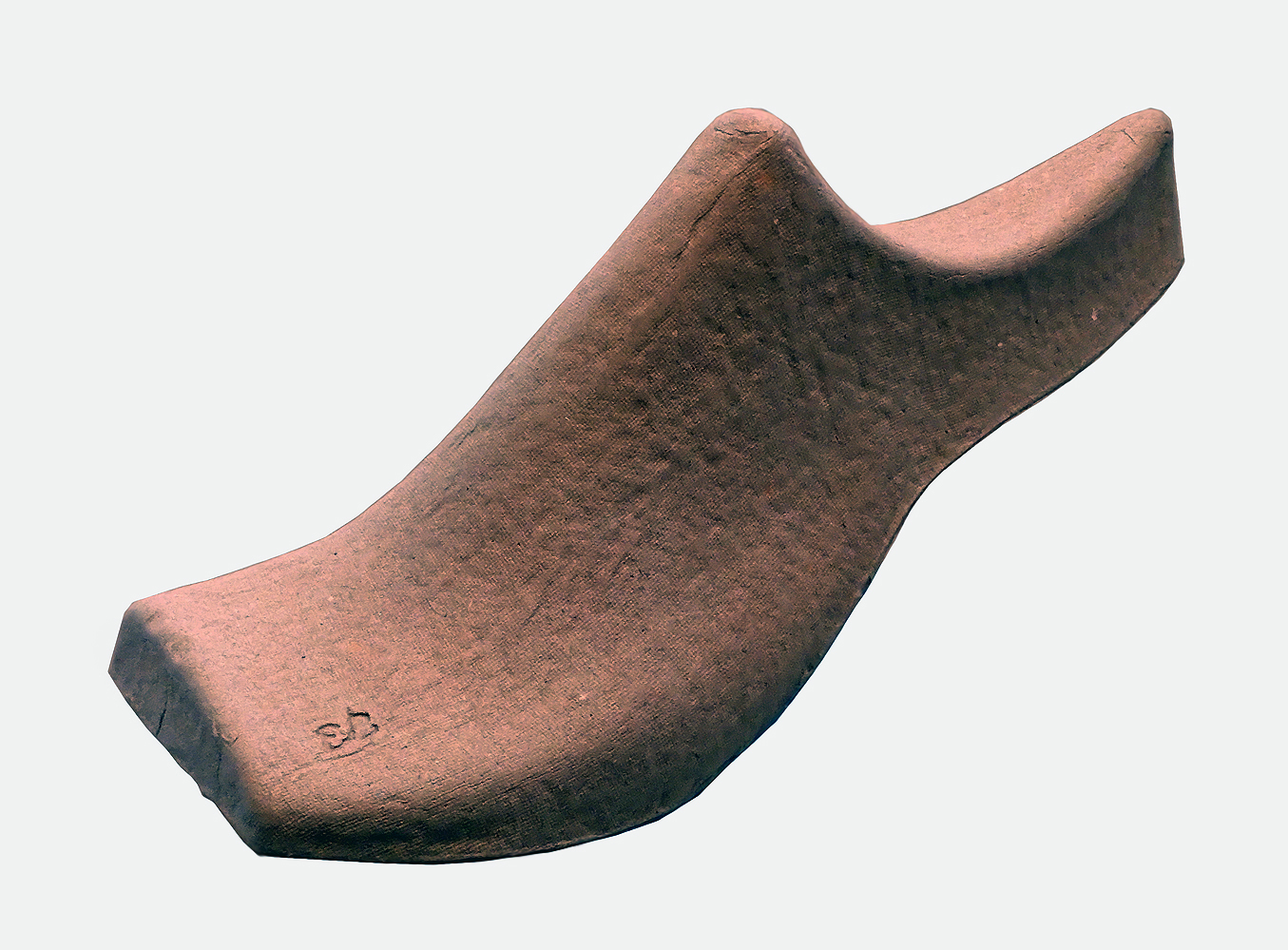
Ett skoblock i återvunnet kraftigt papper.

Ett skoblock är ett föremål, vanligtvis tillverkat av trä, som man sätter i en sko när den inte används. Den är tänkt att absorbera fukt och bevara formen på skon – framför allt gäller detta läderskor. Det material som traditionellt föredras är cederträ, som absorberar fukt och anses väldoftande.